# Rolcontainer

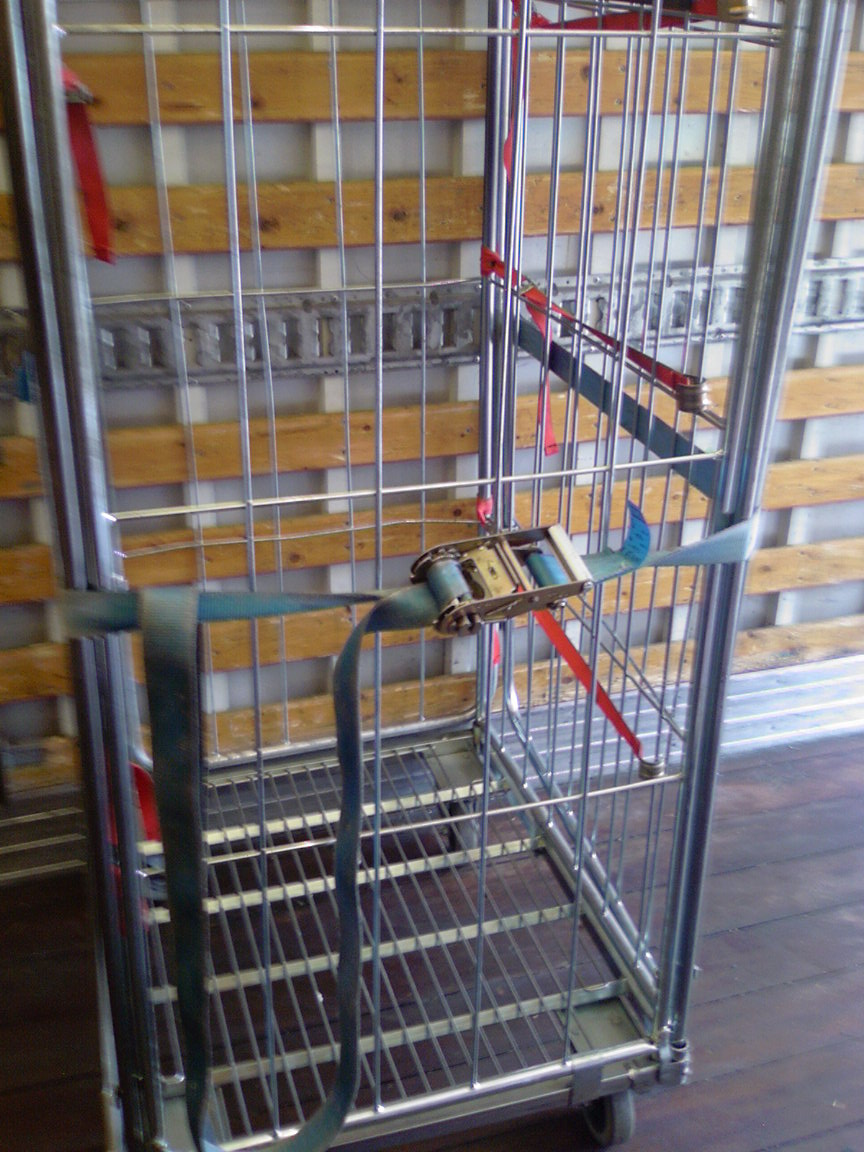
Rolcontainer

Een rolcontainer kan slaan op een verrijdbare kooi in de detailhandel of een verrolbare tafel in de tuinbouw.

## Detailhandel
In de detailhandel is een rolcontainer een verrijdbare kooi waarin men goederen kan opslaan en vervoeren. De zijpanelen van de kooi kunnen meestal eenvoudig worden opengeklapt of verwijderd, zodat men de goederen er gemakkelijk in kan doen of eruit kan halen. 
Rolcontainers worden veelal gebruikt voor bevoorrading en opslag in de detailhandel. De vorm en mobiliteit van deze containers zijn gunstige factoren bij het gebruik ervan in een opslag- of koelruimte en plaatsing in een vrachtwagen.  

## Tuinbouw
In de tuinbouw is een rolcontainer een verrolbare tafel, die gebruikt wordt om planten op te kweken. De rolcontainer rolt over twee verwarmingsbuizen in de kas. Door gebruik te maken van de rolcontainer is het gemakkelijk een groot aantal planten tegelijk te verplaatsen naar een andere kweekafdeling, of naar een afdeling waar de planten bewerkt kunnen worden.